# Csapás-tetői-barlang (Sámsonháza)
A Csapás-tetői-barlang elveszett barlang, amely a Cserhátban helyezkedik el.

## Leírás
A Csapás-tetőn jelzik a turistatérképek, de nem ugyanazon a helyen. A barlang pontos helye és a kialakulásának a módja egyelőre ismeretlen. Sámsonháza három barlangja közül az egyik. A másik kettő a Dupla-üreg és az elpusztult Sámsonházi-hólyagbarlang.
1988-ban volt először Csapás-tetői-barlangnak nevezve az üreg az irodalmában.

## Kutatástörténet
Az 1982-ben napvilágot látott, Szathmári Tamás által szerkesztett könyv egyik térképvázlatán barlangjellel van jelölve a barlang helye. Az Alba Regia Barlangkutató Csoport 1988. évi jelentésében az olvasható, hogy a csoport tagjai még nem keresték meg a barlangot. Csak az 1980-as 1:40.000-es Mátra turistatérkép és a Szathmári Tamás könyvében publikált térképvázlat alapján tudnak létezéséről.
Eszterhás István Magyarország nemkarsztos barlangjainak listája című kézirata szerint a Cserhát hegységben, az 5223-as barlangkataszteri területen, Sámsonházán helyezkedik el a Csapás-tetői-barlang. A barlang a Cserhát hegység nem karsztkőzetben kialakult 9 barlangja közül az egyik, illetve Sámsonháza nem karsztkőzetben kialakult 3 barlangjának egyike. A felsorolás szerint a barlang ismeretlen méretű és ismeretlen kőzetben keletkezett. A listában meg van említve az a Magyarországon, nem karsztkőzetben kialakult, létrehozott 220 objektum (203 barlang és 17 mesterséges üreg), amelyek 1989. év végéig váltak ismertté. Magyarországon 4 barlang keletkezett ismeretlen kőzetben. A csoport 1989. évi évkönyvében látható egy helyszínrajz, amelyen fel van tüntetve a barlang helye. Az évkönyvben van egy összesítés a hegység barlangjairól, amely szerint Mátraverebély egyetlen barlangja. A listában az olvasható, hogy ismeretlen kőzetben jött létre.
Az Eszterhás István által írt, Magyarország nemkarsztos barlangjainak lajstroma című, 1993-ban készült kéziratban meg van említve, hogy a Cserhát hegységben, az 5223-as barlangkataszteri területen, Sámsonházán helyezkedik el a Csapás-tetői-barlang. A barlang a Cserhát hegység nem karsztkőzetben kialakult 10 barlangja közül az egyik. A felsorolás szerint a barlang ismeretlen méretű és ismeretlen kőzetben jött létre. Az összeállításban fel van sorolva az a Magyarországon, nem karsztkőzetben kialakult, létrehozott 520 objektum (478 barlang és 42 mesterséges üreg), amelyek 1993 végéig ismertté váltak. Magyarországon 4 barlang, illetve mesterségesen létrehozott, barlangnak nevezett üreg alakult ki, lett kialakítva ismeretlen kőzetben.
A 2001. november 12-én elkészült, Magyarország nemkarsztos barlangjainak irodalomjegyzéke című kézirat barlangnévmutatójában meg van említve a Csapás-tetői-barlang. A barlangnévmutatóban fel van sorolva 7 irodalmi mű, amelyek foglalkoznak a barlanggal. A kéziratban szereplő 538. tétel nem ezt a barlangot említi, hanem a Szinpetrin lévő Csapás-tetői-barlangot. A 2004. évi Karsztfejlődésben meg van említve és meg vannak adva EOV koordinátái. A 2017. évi Karsztfejlődésben van egy rövid leírás a barlangról és publikálva lett egy helyszínrajz, amelyen meg van jelölve helye.